# Petrobrasaurus
Petrobrasaurus puestohernandezi
Genre
Espèce
Petrobrasaurus est un genre éteint de dinosaures sauropodes, un titanosaure du Crétacé supérieur découvert en Argentine. 
L'espèce type et seule espèce, Petrobrasaurus puestohernandezi, a été décrite par Leonardo S. Filippi, José Ignacio Canudo, Leonardo J. Salgado, Alberto C. Garrido, Rodolfo A. Garcia, Ignacio A. Cerda et Alejandro Otero en 2011. 

## Étymologie
Le nom générique Petrobrasaurus est composé du début du nom de la compagnie pétrolière brésilienne Petrobras, et du mot du grec ancien σαυρος, sauros, « lézard ». Le nom spécifique puestohernandezi fait référence au champ de pétrole de cette compagnie où a eu lieu la découverte, nommé Puesto Hernández.

## Découverte
L'holotype, répertorié MAU-Pv-PH-449, a été retrouvé dans une strate datée du Santonien de la formation géologique Plottier (en) à Rincón de los Sauces en Patagonie.
Il s'agit d'un squelette partiel regroupant  des éléments de la colonne vertébrale et des membres, ainsi que deux dents isolées.

## Classification
Le classement initial de P. puestohernandezi comme un titanosaure basal est confirmé en 2015 par L. S. Filippi.